# Blackwood's Magazine
Cet article possède un paronyme, voir Blackwood.
Blackwood's Magazine était une revue publiée  de 1817 à 1980 à Londres.

## Historique
Blackwood's Magazine est un magazine et un recueil britanniques imprimés entre 1817 et 1980. Il a été fondé par l’éditeur William Blackwood et est originellement appelé le Blackwood's Edinburgh Magazine, bien qu’il ait bientôt adopté le nom plus court de Blackwood's Magazine ou souvent simplement Maga. La page de titre comporte l’image de George Buchanan, historien écossais du XVIe siècle.
Il est conçu comme un rival de l'Edinburgh Review, proche des whigs, mais, comparé au ton plutôt sérieux de la Quarterly Review, l'autre principale revue tory, Maga est féroce et combatif. C'est dû, dans un premier temps aux contributions de son principal auteur John Wilson, qui écrit sous le pseudonyme de Christopher North. Jamais éprouvé par le travail éditorial, il a écrit, néanmoins, l'essentiel du magazine avec l'autre contributeur principal, John Gibson Lockhart. Leur mélange de satire, d'enquêtes et de critiques, toutes acérées, et leur perspicacité sont extrêmement populaires, et le magazine a gagné rapidement une large audience.
Malgré toutes ces références conservatrices, le magazine publie les œuvres de certains radicaux du romantisme britannique comme Percy Bysshe Shelley et Samuel Taylor Coleridge. À travers Wilson, le magazine apporte son soutien à William Wordsworth, parodie la Byronmania commune en Europe et se fâche avec John Keats, Leigh Hunt et William Hazlitt, dont il décrit les œuvres comme appartenant à l'« l'école poétique du Cockney »  (personne typée de l'East End de Londres). La controverse causée par le style du magazine conduit à un drame quand, en 1821, John Scott, éditeur du London Magazine, se bat en duel avec Jonathan Henry Christie, à la suite d'articles diffamatoires. John Scott est abattu et tué.
John Wilson est de loin le plus important auteur du magazine et lui donne son ton, sa popularité et sa notoriété. Dans les années 1840, alors que Wilson ralentit ses contributions, les ventes déclinent. Outre ses essais, il imprime un grand nombre d'histoires relevant du genre gothique ou dites « d'horreur ». Ainsi, il exerce une importante influence sur les écrivains victoriens comme Charles Dickens, les sœurs Brontë et Edgar Allan Poe. Ce dernier écrit une satire du journal dans Comment écrire un article à la Blackwood et A Predicament. Après cette publication, le magazine ne retrouve pas ses premiers succès, tout en conservant un lectorat dévoué parmi les membres des services coloniaux de l'Empire britannique. Son dernier triomphe, à la fin du XIXe siècle, est la première publication de Au cœur des ténèbres de Joseph Conrad dans ses livraisons de février, mars et avril 1899. Il disparaît en 1980, après être resté jusqu'au bout aux mains de la famille Blackwood.

## Auteurs publiés
Parmi les personnalités qui ont contribué au magazine, on note : Samuel Warren, George Eliot, Joseph Conrad, John Buchan, James Hogg, Douglas William Jerrold, David Macbeth Moir, Charles Neaves, Thomas de Quincey, Elizabeth Clementine Stedman et Margaret Oliphant.